# Ziad El Sheiwi
Ziad El Sheiwi (* 11. März 2004) ist ein österreichischer Fußballspieler.

## Karriere

### Verein
El Sheiwi begann seine Karriere beim SC Team Wiener Linien. Im September 2011 wechselte er in die Jugend des FK Austria Wien, bei dem er ab der Saison 2018/19 auch sämtliche Altersstufen in der Akademie durchlief. Zur Saison 2020/21 rückte der Verteidiger in den Kader der zweiten Mannschaft der Austria. In jener Saison stand er zwar mehrmals im Spieltagskader, kam allerdings nie zum Einsatz. Sein Debüt in der 2. Liga gab er schließlich im Juli 2021, als er am ersten Spieltag der Saison 2021/22 gegen den FC Wacker Innsbruck in der 84. Minute für Christoph Martschinko eingewechselt wurde.
Im Oktober 2021 debütierte der Linksverteidiger, der bis dahin nie im Spieltagskader gestanden war, für die erste Mannschaft der Austria in der Bundesliga, als er am elften Spieltag gegen den FC Admira Wacker Mödling als Ersatz für den verletzten Kapitän Markus Suttner in der Startelf stand. Im Dezember 2021 zog sich El Sheiwi einen Kreuzbandriss im rechten Knie zu. Bei seinem Bundesliga-Comeback im September 2022 gegen den TSV Hartberg erlitt er erneut einen Kreuzbandriss, diesmal im linken Knie. Im Mai 2023 zog er sich im Training den dritten Kreuzbandriss innerhalb von 16 Monaten zu.

### Nationalmannschaft
El Sheiwi debütierte im Oktober 2020 gegen Slowenien für die österreichische U-17-Auswahl. Im September 2021 gab er gegen Deutschland sein Debüt im U-18-Team.